# Trường Thọ Vương
Trường Thọ Vương là vị vua thứ 20 của Cao Câu Ly. Tên của ông là Cự Liên (巨連, 거련, Kǒryǒn). Ông là người con trai duy nhất của Quảng Khai Thổ Thái Vương với vương phi Sujini. Ông sinh vào năm 394 và mất vào năm 491. Ông nối ngôi của vua cha vào lúc 19 tuổi khi Quảng Khai Thổ Thái Vương mất vào năm 413. Ông có thuỵ hiệu là Trường Thọ Vương vì sống lâu đến 97 tuổi. Các cuộc viễn chinh trong thời kì cai trị của ông cộng với diện tích lãnh thổ mà cha ông có được trước kia thì ông đã cai trị một diện tích lớn khủng khiếp, lên tới 1,5 triệu km2, xấp xỉ diện tích Mông Cổ bây giờ.Ông là người đã gặp 1 vị Vua đời Ngũ hồ là Phùng Hoằng.Trường Thọ Vương đối xử với hắn như 1 vị khách, nhưng không, hắn lại đòi làm vua ở đây. Hắn tự coi mình là "thiên tử", coi thường luật pháp Cao Câu Ly khiến Trường Thọ Vương không chịu đựng được nữa,ông đã giao hắn cho nhà Đông Tấn. Ông mất năm 490, là một trong những vị vua sống lâu nhất trong triều đại phong kiến Triều Tiên